# Cities of the Future
Cities of the Future è un singolo degli Infected Mushroom pubblicato nel 2004 da Brand New Entertainment, estratto dall'album IM the Supervisor.

## Tracce
1. Cities of the Future (Radio Edit) – 3:50
2. Cities of the Future (Original Remix) – 7:01
3. Cities of the Future (Violet Vision Remix) – 5:50
4. Cream – 7:48